# Annulaspis polygona
Annulaspis polygona är en insektsart som beskrevs av Ferris 1938. Annulaspis polygona ingår i släktet Annulaspis och familjen pansarsköldlöss. Inga underarter finns listade i Catalogue of Life.